# Animal Farm (2025)
Animal Farm ist ein Animationsfilm von Andy Serkis. Der Film basiert auf dem gleichnamigen Roman von George Orwell. Zu den Originalsprechern gehören neben dem Regisseur selbst noch Kieran Culkin, Woody Harrelson, Seth Rogen, Steve Buscemi, Glenn Close, Kathleen Turner und Jim Parsons. Animal Farm feierte im Juni 2025 beim Festival d’Animation Annecy seine Premiere und soll im Juli 2025 in die US-Kinos kommen.

## Handlung
Die Farm von Bauer Jones steht kurz vor dem Bankrott. Um diese zu retten, will er viele der Tiere verkaufen. Ein großer Lastwagen kommt, doch die Tiere, angeführt von dem Schwein Snowball, setzen sich zur Wehr. Nachdem sie Jones vertrieben haben, betreiben sie fortan die Farm. Sie lernen, Dinge zu tun, die zuvor nur Menschen getan haben, insbesondere das Melken der Kühe. Doch es kommt zu Machtkämpfen zwischen einigen der Tiere in dieser eigentlich für Menschen geschaffenen Welt.

## Literarische Vorlage

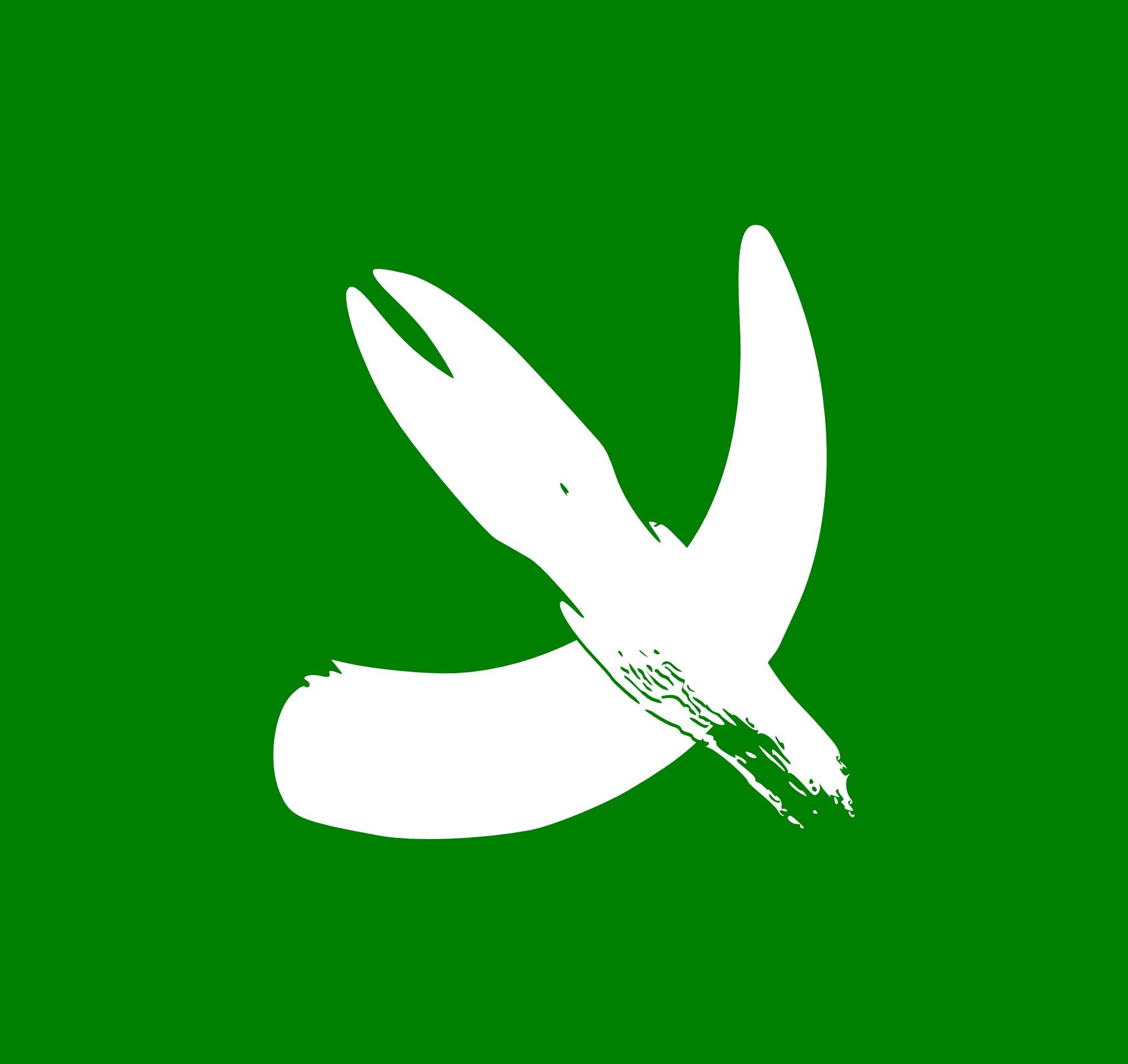
Die in Orwells Farm der Tiere beschriebene Animalismus-Flagge

Der Film basiert auf dem Roman Farm der Tiere von George Orwell aus dem Jahr 1945. Die Fabel stellt die Tiere einer Farm ins Zentrum, die beginnen, gegen ihre menschlichen Besitzer zu rebellieren. Anfänglich entspringt aus der gewonnenen Freiheit ein utopisches Zusammenleben, geprägt von Gleichberechtigung und Frieden zwischen den Tieren, bald jedoch schlägt ihr Leben in eine neue Ordnung um, als die Schweine zunehmend autoritärer werden. Ihre Herrschaft entpuppt sich schlimmer als jene, die eigentlich bekämpft werden sollte.
Das Buch diente als Kritik am Totalitarismus und zeigte, wie Macht selbst Menschen mit den edelsten Absichten korrumpieren kann. Die Schweine legen mehr und mehr das unterdrückerische Verhalten der Menschen an den Tag, die sie ersetzt haben, und werden genauso tyrannisch wie diese.

## Produktion

### Filmstab und Sprecher

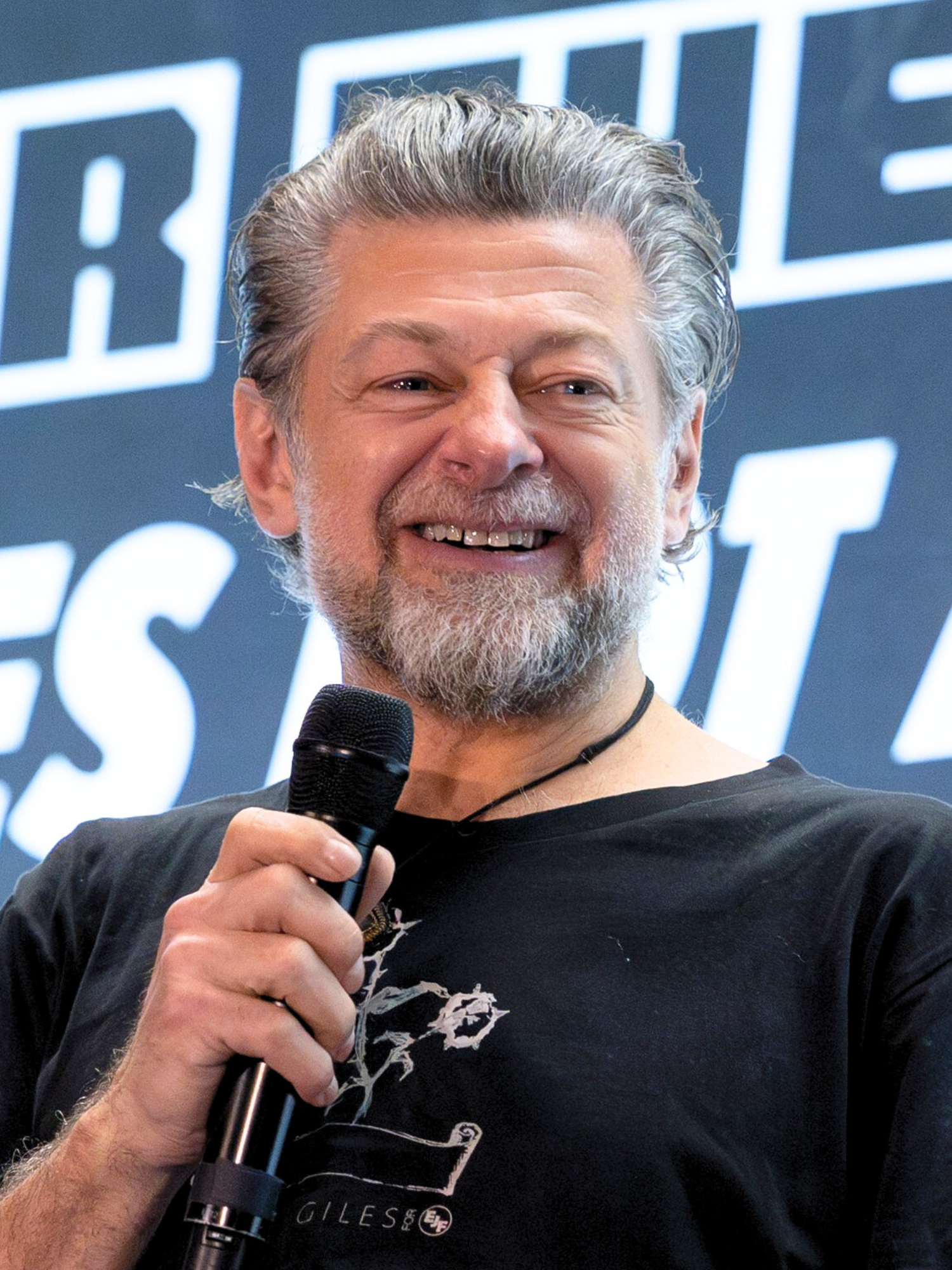
Regisseur Andy Serkis spricht im Original den Bauern Mr. Jones

Im Sommer 2018 wurde bekannt, dass Andy Serkis bei der Verfilmung von Orwells Roman Regie führen wird. Zu dieser Zeit war noch Netflix der Auftraggeber. Serkis hatte für den Streamingdienst bereits Mowgli inszeniert. Orwells Roman soll laut Produzent Jonathan Cavendish in die Gegenwart übertragen werden, um dessen anhaltende Relevanz auch für die heutige Gesellschaft aufzuzeigen. Serkis ergänzte: „Manchmal finden Geschichten genau zum richtigen Zeitpunkt ihren Weg zum Publikum. Und die Zeit für Farm der Tiere ist definitiv wieder gekommen.“ Das Drehbuch für den Animationsfilm schrieb Nicholas Stoller. Den Filmschnitt übernahm Kevin Pavlovic, der in der Vergangenheit für Computeranimationsfilme wie Sausage Party – Es geht um die Wurst tätig war. 
Serkis leiht im Original auch Mr. Jones seine Stimme, während Kieran Culkin das junge Schwein Schwatzwutz spricht. Laverne Cox leiht Snowball seine Stimme und Gaten Matarazzo dem Schweinchen Lucky. Weitere Sprecher sind Woody Harrelson, Seth Rogen, Steve Buscemi, Glenn Close, Kathleen Turner und Jim Parsons.

### Dreharbeiten und visuelle Effekte
Die Produktion wurde im April 2022 begonnen. Ende Oktober 2024 wurde bekannt, dass die Dreharbeiten abgeschlossen sind. Für die visuellen Effekte arbeitete Serkis mit Cinesite zusammen.

### Filmmusik, Marketing und Veröffentlichung
Die Filmmusik komponierte der Brasilianer Heitor Pereira. Der Grammy-Gewinner war in der Vergangenheit für Animationsfilme wie Minions und Angry Birds – Der Film tätig.
Erstes Bildmaterial wurde Anfang Juni 2025 vorgestellt. Die Premiere des Films war am 9. Juni 2025 beim Festival d’Animation Annecy. Am 11. Juli 2025 soll der Film in die US-Kinos kommen.

## Auszeichnungen
Festival d’Animation Annecy 2025
- Nominierung im Wettbewerb[2]